# Noel M. Smith
Pour les articles homonymes, voir Smith.
Noel M. Smith (1893–1955) est un réalisateur et scénariste américain.

## Filmographie

### En tant que réalisateur

#### Années 1910
- 1917 : Ring Rivals (CM)
- 1917 : Little Bo-Peep (CM)
- 1917 : Beach Nuts (CM)
- 1917 : Where Is My Che-ild? (CM)
- 1917 : Surf Scandal (CM)
- 1917 : Rough Stuff (CM)
- 1917 : Props, Drops and Flops (CM)
- 1917 : From Cactus to Kale (CM)
- 1917 : Soapsuds and Sirens (CM)
- 1918 : The Torpedo Pirates (CM)
- 1918 : A High Diver's Last Kiss (CM) (as Noel Smith)
- 1918 : Scars and Bars (CM)
- 1919 : A Rag Time Romance (CM)
- 1919 : Cymbelles and Boneheads (CM)
- 1919 : Let Fido Do It (CM) (as Noel Smith)
- 1919 : Tootsies and Tamales (en) (CM)
- 1919 : Healthy and Happy (CM)
- 1919 : Yaps and Yokels (en) (CM)
- 1919 : Mates and Models (en) (CM)
- 1919 : Squabs and Squabbles (en) (CM)
- 1919 : Bungs and Bunglers (en) (CM)
- 1919 : Switches and Sweeties (en) (CM)

#### Années 1920
- 1920 : Dames and Dentists (en) (CM)
- 1920 : Maids and Muslin (en) (CM)
- 1920 : Squeaks and Squawks (en) (CM)
- 1920 : An Artist's Muddle (CM)
- 1920 : It's a Boy (CM)
- 1920 : Love and Gasoline (CM)
- 1920 : My Goodness (CM)
- 1921 : Made in the Kitchen (CM)
- 1921 : The Punch of the Irish (CM)
- 1921 : Their Dizzy Finish (CM)
- 1921 : A Game Lady (CM)
- 1921 : Start Something (CM)
- 1921 : At Your Service (CM) (as Noel Smith)
- 1921 : Step on It (CM)
- 1922 : From Soup to Nuts (CM) (as Noel Smith)
- 1922 : Game Birds (CM)
- 1922 : Beware of Blondes (CM) (as Noel Smith)
- 1922 : The Dentist (CM) (as Noel Smith)
- 1922 : Breaking Into Jail (CM) (as Noel Smith)
- 1922 : No Money to Guide Him (CM)
- 1922 : Still Going Strong (CM)
- 1922 : Dandy Dan: He's a Detective (CM) (as Noel Smith)
- 1922 : A Tailor-Made Chauffeur (CM)
- 1922 : The Spirit of '23 (CM)
- 1922 : The Dumb Waiters (CM) (as Noel Smith)
- 1922 : Cupid's Elephant (CM) (as Noel Smith)
- 1923 : Bridle Grooms (CM)
- 1923 : Holy Smoke (CM)
- 1923 : Full o' Pep (CM)
- 1923 : Applesauce (CM) (as Noel Smith)
- 1923 : Lots of Nerve (CM)
- 1923 : So Long, Buddy (CM)
- 1924 : Own a Lot (CM)
- 1924 : The Weakling (CM) (as Noel Smith)
- 1924 : That Oriental Game (CM)
- 1924 : That's Rich (CM)
- 1924 : Checking Out (CM)
- 1924 : Pretty Plungers (CM)
- 1924 : Taxi! Taxi! (CM)
- 1924 : Fearless Fools (CM)
- 1924 : A Royal Pair (CM)
- 1924 : Une biche et quarante chevaux (The Girl in the Limousine) coréalisé avec Larry Semon (as Noel Mason Smith)
- 1924 : Traffic Jams (CM)
- 1924 : Her Boy Friend (CM) coréalisé avec Larry Semon (as Noel Mason Smith)
- 1924 : Sahara Blues (CM)
- 1924 : Kid Speed (CM) (coréalisé avec Larry Semon as Noel Mason Smith)
- 1925 : Blue Blood (CM) (as Noel Smith)
- 1925 : Itching for Revenge (CM)
- 1925 : Kicked About (CM)
- 1925 : Crying for Love (CM)
- 1925 : Westward Whoa! (CM)
- 1925 : Too Much Mother-in-Law (CM)
- 1925 : A Taxi War (CM)
- 1925 : Clash of the Wolves (as Noel Mason Smith)
- 1925 : Captain Suds (CM)
- 1926 : The Blue Streak (en)  (as Noel Mason)
- 1926 : The Night Patrol (as Noel Mason Smith)
- 1926 : A Flivver Vacation (CM)
- 1926 : The Broadway Gallant (as Noel Mason)
- 1926 : The Merry Cavalier (as Noel Mason)
- 1926 : The Flying Mail (as Noel Mason)
- 1926 : Fangs of Justice (as Noel Mason Smith)
- 1927 : The Snarl of Hate (as Noel Mason Smith)
- 1927 : One Chance in a Million (as Noel Mason Smith)
- 1927 : Where Trails Begin (as Noel Mason Smith)
- 1927 : Cross Breed (as Noel Mason Smith)
- 1928 : Marlie the Killer
- 1928 : The Law's Lash (as Noel Mason Smith)
- 1928 : Fangs of Fate (as Noel Mason Smith)
- 1929 : The Bachelor's Club
- 1929 : Back from Shanghai
- 1929 : The Heroic Lover

#### Années 1930
- 1931 : Yankee Don
- 1931 : Dancing Dynamite
- 1931 : Scareheads
- 1935 : The Fighting Pilot
- 1936 : Sur la piste de l'Ouest (en) (Trailin' West)
- 1936 : California Mail (en)
- 1936 : King of Hockey
- 1937 : Guns of the Pecos (en)
- 1937 : Les Conquérants de l'Ouest (en) (The Cherokee Strip)
- 1937 : Voleurs d'or (en) (Blazing Sixes)
- 1937 : Over the Goal
- 1938 : Mystery House
- 1938 : Campus Cinderella (CM)
- 1939 : Service secret de l'air (Secret Service of the Air)
- 1939 : Code of the Secret Service
- 1939 : The Cowboy Quarterback
- 1939 : Torchy Blane.. Playing with Dynamite
- 1939 : Slapsie Maxie's (CM)
- 1939 : Private Detective

#### Années 1940 et 1950
- 1940 : Just a Cute Kid (CM)
- 1940 : Ladies Must Live
- 1940 : Calling All Husbands
- 1940 : Une étrange jeune mariée (Always a Bride)
- 1940 : Father Is a Prince
- 1941 : The Case of the Black Parrot
- 1941 : Here Comes Happiness
- 1941 : The Nurse's Secret
- 1941 : Convoi vers la Birmanie (Burma Convoy)
- 1942 : Gang Busters coréalisé avec Ray Taylor
- 1952 : Panique à l'Ouest (Cattle Town)